# كييتشي زايزن
كييتشي زايزن (باليابانية: 財前 恵一) (مواليد 17 يونيو 1968)، هو لاعب كرة قدم ياباني سابق كان يلعب كلاعب وسط.

## وصلات خارجية
- كييتشي زايزن على موقع رابطة كرة القدم اليابانية للمحترفين (اليابانية)
- كييتشي زايزن على موقع قاعدة بيانات كرة القدم.إي يو (الإنجليزية)
- كييتشي زايزن على موقع Soccerway.com (الإنجليزية)
- كييتشي زايزن على موقع عالم كرة القدم.نت (الإنجليزية)